# Paryrias stygia
Paryrias stygia là một loài bướm đêm trong họ Noctuidae.